# 馬爾圖薩多峰
39°49′57″S 72°12′57″W / 39.83250°S 72.21583°W
馬爾圖薩多峰是智利的山峰，位於該國中南部河大區，屬於安第斯山脈的一部分，鄰近里尼韋湖，海拔高度1,537米，山體在石炭紀和二疊紀時期形成。